# Miguel de Arruda
Pour les articles homonymes, voir Arruda.
Miguel de Arruda, mort en 1563, est un architecte et ingénieur militaire portugais, fils de Francisco de Arruda et neveu de Diogo de Arruda.

## Biographie

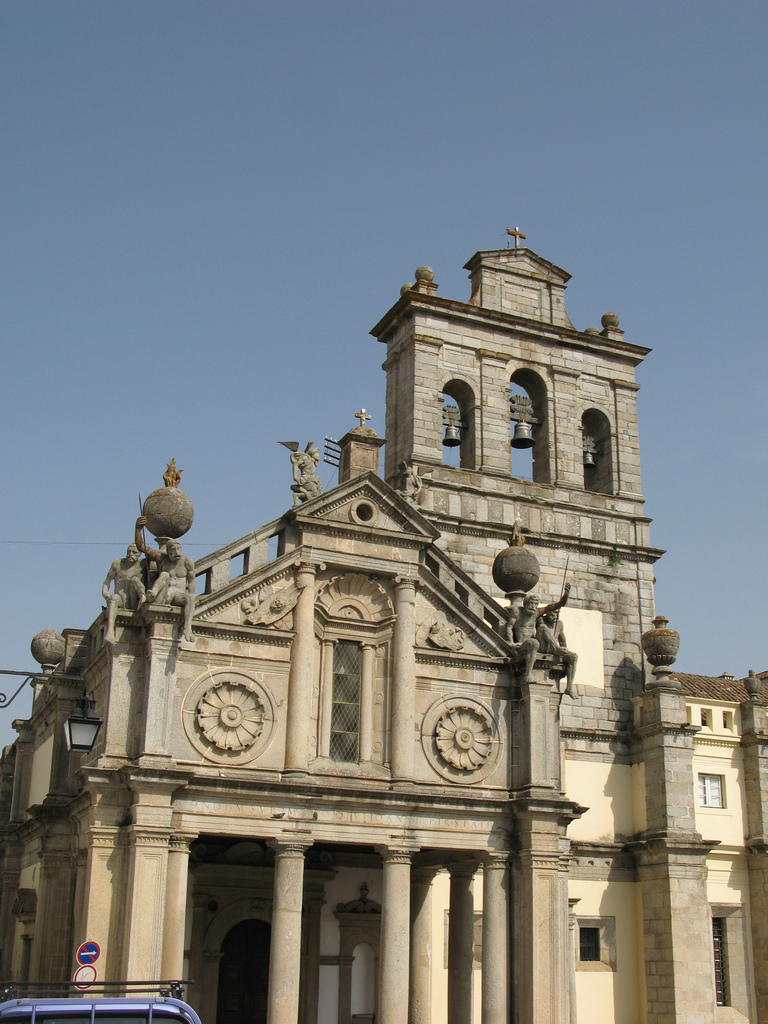
Église Notre-Dame de Grâce à Évora

Il a été en Italie et au Portugal où il a réalisé, entre autres œuvres, sur la tour de Belém. Il est intervenu sur les fortifications des villes portugaises d'Afrique du Nord pour leur permettre de résister aux pressions des Maures, à partir de 1541. Il a participé à la conception de nouvelles fortifications en appliquant les principes du tracé à l'italienne des années 1500 pour protéger Mazagão.
Entre 1535 et 1538, il a conçu le premier système de fortification de Ceuta, après avoir parcouru toutes les ouvrages de cette région.
En 1548 Jean III de Portugal (1521-1557) a créé le poste de maître des œuvres des murailles et fortifications du royaume, autres lieux et de l'Inde. Il a confié le Ier janvier 1549 à ce professionnel expérimenté les fortifications portugaises d'outre-mer, entre autres. Il a été remplacé à ce poste, après sa mort, par António Rodrigues (vers 1525-1590).

## Principaux ouvrages
- Forteresse de Saint-Julien de Barra[1],[2]
- Monastère de Batalha[3]
- Forteresse de Ceuta[4]
- Forteresse de Mazagan[5]
- Forteresse de São Sebastião de Mozambique
- Forteresse de Salvador (Bahia, Brésil , 1548-1551)
- Église de Santa Maria à Estremoz[6]
- Église de Notre-Dame de Grâce à Évora[7]

## Sources
- (pt) Cet article est partiellement ou en totalité issu de l’article de Wikipédia en portugais intitulé « Miguel de Arruda » (voir la liste des auteurs).